# Rangers Football Club 2010-2011
Questa voce raccoglie le informazioni riguardanti il Rangers Football Club nelle competizioni ufficiali della stagione 2010-2011.

## Stagione
- In Scottish Premier League i Rangers si classificano al primo posto (93 punti) e vincono per la 54ª volta il campionato.
- In Scottish Cup sono eliminati agli ottavi di finale dal Celtic (2-2 e poi 0-1 nel replay).
- In Scottish League Cup battono in finale il Celtic e vincono per la 27ª volta la coppa.
- In Champions League partono dalla fase a gironi, inseriti nel gruppo C con Manchester United, Valencia e Bursaspor, si classificano al terzo posto con 6 punti, accedendo in Europa League.
- In Europa League battono ai sedicesimi di finale lo Sporting Lisbona (3-3 complessivo con gol in trasferta a favore), poi vengono eliminati agli ottavi di finale dal PSV Eindhoven (0-1 complessivo).

## Maglie e sponsor
| Casa | Trasferta | Terza divisa |

## Rosa
| N. |                                 | Ruolo | Calciatore            |
| -- | ------------------------------- | ----- | --------------------- |
| 1  | Scozia (bandiera)               | P     | Allan McGregor        |
| 3  | Scozia (bandiera)               | D     | David Weir (capitano) |
| 4  | Scozia (bandiera)               | D     | Kirk Broadfoot        |
| 5  | Bosnia ed Erzegovina (bandiera) | D     | Saša Papac            |
| 6  | Scozia (bandiera)               | C     | Lee McCulloch         |
| 7  | Stati Uniti (bandiera)          | C     | Maurice Edu           |
| 8  | Scozia (bandiera)               | C     | Steven Davis          |
| 9  | Scozia (bandiera)               | A     | Kenny Miller          |
| 10 | Scozia (bandiera)               | C     | John Fleck            |
| 11 | Irlanda del Nord (bandiera)     | A     | Kyle Lafferty         |
| 12 | Scozia (bandiera)               | D     | Richard Foster        |
| 14 | Scozia (bandiera)               | A     | Steven Naismith       |
| 15 | Irlanda del Nord (bandiera)     | A     | David Healy           |
| 16 | Scozia (bandiera)               | D     | Steven Whittaker      |
| 17 | Lituania (bandiera)             | A     | Andrius Velička       |

| N. |                             | Ruolo | Calciatore       |
| -- | --------------------------- | ----- | ---------------- |
| 18 | Croazia (bandiera)          | A     | Nikica Jelavić   |
| 19 | Inghilterra (bandiera)      | A     | James Beattie    |
| 20 | Slovacchia (bandiera)       | C     | Vladimír Weiss   |
| 21 | Inghilterra (bandiera)      | D     | Kyle Bartley     |
| 22 | Scozia (bandiera)           | D     | Andy Webster     |
| 23 | Scozia (bandiera)           | D     | Jordan McMillan  |
| 24 | Algeria (bandiera)          | D     | Madjid Bougherra |
| 25 | Scozia (bandiera)           | P     | Neil Alexander   |
| 28 | Francia (bandiera)          | A     | Salim Kerkar     |
| 29 | Irlanda del Nord (bandiera) | A     | Andrew Little    |
| 34 | Scozia (bandiera)           | A     | Rory Loy         |
| 39 | Scozia (bandiera)           | C     | Gregg Wylde      |
| 40 | Scozia (bandiera)           | C     | Jamie Ness       |
| 41 | Scozia (bandiera)           | C     | Kyle Hutton      |
| 45 | Scozia (bandiera)           | D     | Darren Cole      |